# Moldarmúli
Moldarmúli är ett berg i republiken Island. Det ligger i regionen Västlandet, 80 km norr om huvudstaden Reykjavík. Toppen på Moldarmúli är 714 meter över havet.
Trakten runt Moldarmúli är nära nog obefolkad, med mindre än två invånare per kvadratkilometer. Det finns inga samhällen i närheten. Trakten runt Moldarmúli består i huvudsak av gräsmarker.